# Skansenbrua

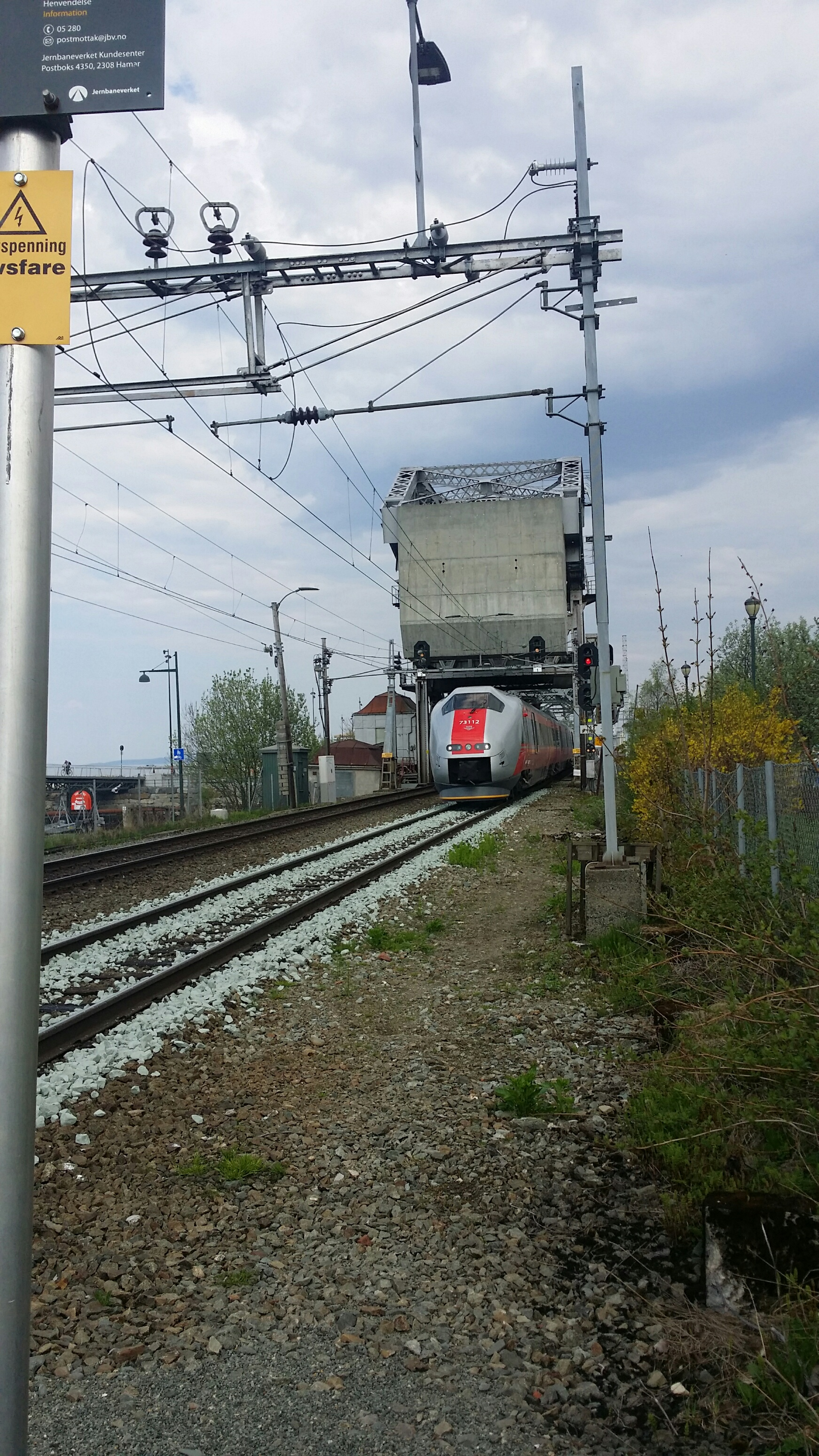
Skansenbrua med tåg till Oslo, sedd från hållplatsen

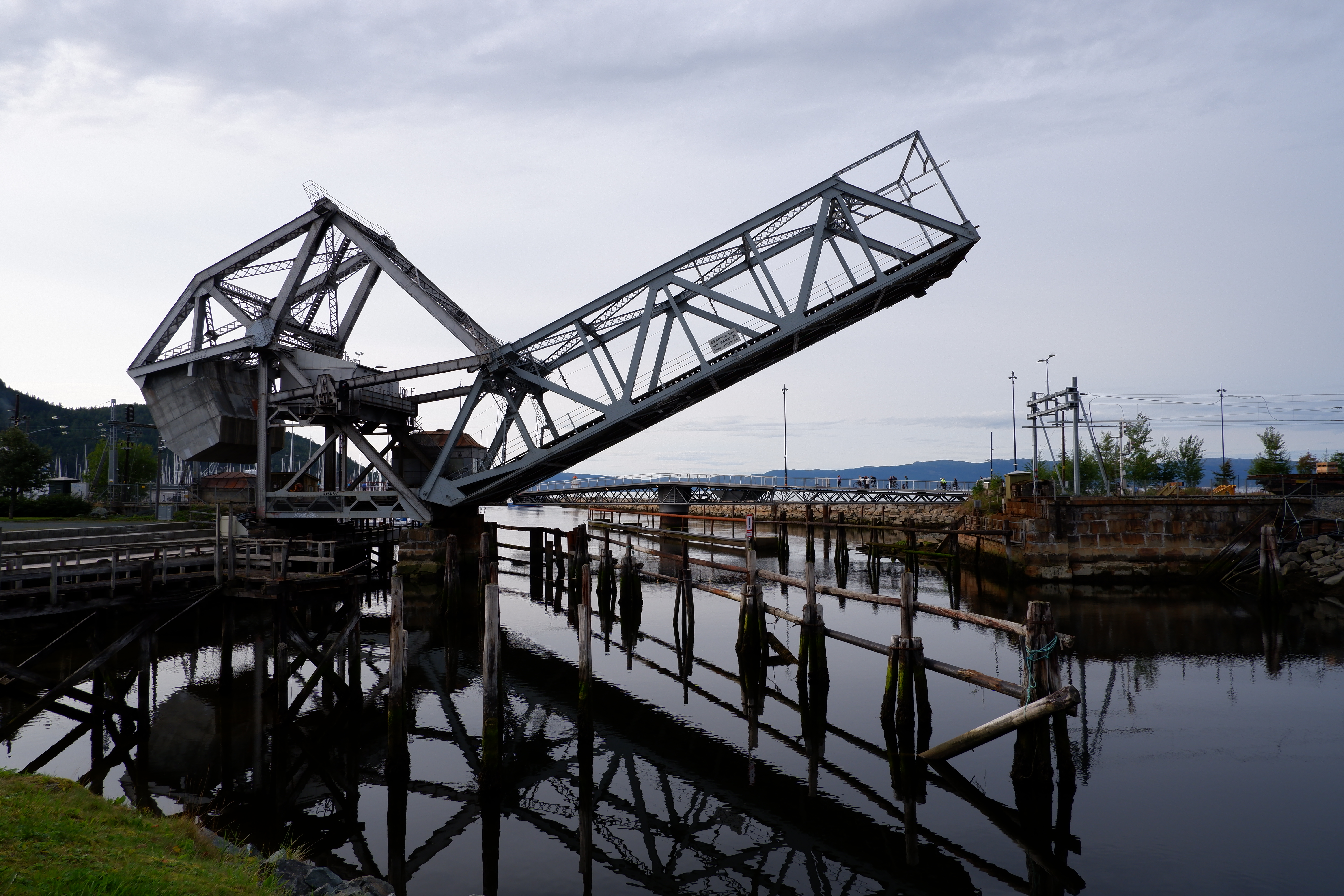
Bron på nedåtgående

Skansenbrua är en järnvägsbro i Trondheim i Norge. Den låter Dovrebanen komma över Vestre kanalhavn och över till den konstgjorda ön Brattøra, som Trondheim sentralstasjon ligger på. 
Skansenbrua är en klaffbro, vilket innebär att brospannet kan lyftas så att båtar kan passera. Bron togs i bruk för järnvägstrafik 1918 och är den första av sin typ i Norge. Seglingshöjden är med bron stängd fyra meter.
Skansenbrua byggdes i samband med anläggningen av Dovrebanen, då den avlöste en äldre smalspårsbro. Bron har två elektrifierade spår. Den konstruerades av Joseph Baermann Strauss, som också ansvarade för Golden Gate-bron i San Francisco i USA. Bron har en motvikt upphängd i ett stångparallellogram, samt motorer och kugghjul för att lyfta och sänka brons klaff. 
Skansenbrua blev kulturskyddad 2005. 